# وليام غوثري
وليام غوثري (بالإنجليزية: William Guthrie)‏ مواليد 17 يناير 1967 في فيلادلفيا، الولايات المتحدة، هو ملاكم أمريكي يصنف ضمن فئة وزن خفيف الثقيل بدأ مسيرته الاحترافية سنة 1989. حقق بطولة الاتحاد الدولي للملاكمة.

## إحصائيات
خاض خلال مسيرته 42 نزالا، فاز في 35 وتعادل في 3 وخسر في 4. فاز بالضربة القاضية في 28 نزالا.

## روابط خارجية
- وليام غوثري على موقع بوكس ريك (الإنجليزية) (registration required)